# Peter Hurkos
Peter Hurkos (né Pieter van der Hurk le 21 mai 1911 à Dordrecht aux Pays-Bas et décédé le 1er juin 1988 à Los Angeles en Californie) manifesta apparemment une prédisposition pour avoir des perceptions extrasensorielles, après sa guérison d'une blessure à la tête et d'un coma causé par la chute d'une échelle à l'âge de 30 ans. Avec l'aide du parapsychologue Andrija Puharich, également connu sous le nom de Henry K. Puharich, (19 février 1918 à Chicago - 3 janvier 1995), un chercheur en parapsychologie, Hurkos devint artiste peintre, puis un mentaliste  dans la branche spécialisée de l'illusionnisme. Il acquit une réputation pour ses exploits réalisés en direct en public et à la télévision, mais a été critiqué par la communauté sceptique.

## Test et analyse

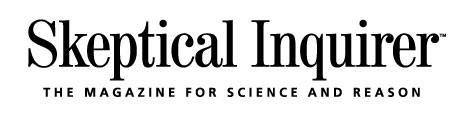
Skeptical Inquirer

Hurkos a déclaré dans un épisode de la série télévisée One Step Beyond en 1960, après avoir donné une conférence à un panel de scientifiques du Massachusetts Institute of Technology , qu'il participerait à toute expérience scientifique quelles que soient les circonstances. 
Le parapsychologue Andrija Puharich fut intrigué par la renommée, sans cesse croissante, de Hurkos. Aussi l'invita-t-il à venir aux États-Unis en 1956, afin de sonder ses prétendues capacités psychiques dans son laboratoire de recherche médicale situé à Glen Cove, dans le Maine. Quoique les tests ne furent pas contre-vérifiés par d'autres scientifiques, Puharich fut impressionné par les performances de Hurkos. 
Dans sa carrière de mentaliste, Hurkos utilisait ses pouvoirs psychiques pour discerner les détails de la vie privée des spectateurs de son auditoire alors qu'il ne les connaissait pas. Cependant, le psychologue Ronald Schwartz écrivit et publia une transcription des prestations de Hurkos, dans le magazine Skeptical Inquirer (automne 1978), un magazine distribué internationalement, et dont la mission est « d'encourager des enquêtes scientifiques d'affirmations faites par diverses pseudo-sciences ou autres branches du paranormal et de diffuser les résultats auprès de la communauté scientifique et du public. Pour Ronald Schwartz, Hurkos utiliserait d'artifices avec des méthodes de lecture à froid.

## Revendications réfutées
La vision à distance (« remote viewing » en anglais) est un type de perception (non consensuel dans le milieu scientifique), recherché, testé ou utilisé lors de protocoles de parapsychologie, notamment conçus et utilisés pour étudier les perceptions extra-sensorielles, y compris dans certains projets applicatifs scientifiques et militaires. Les résultats restent cependant controversés

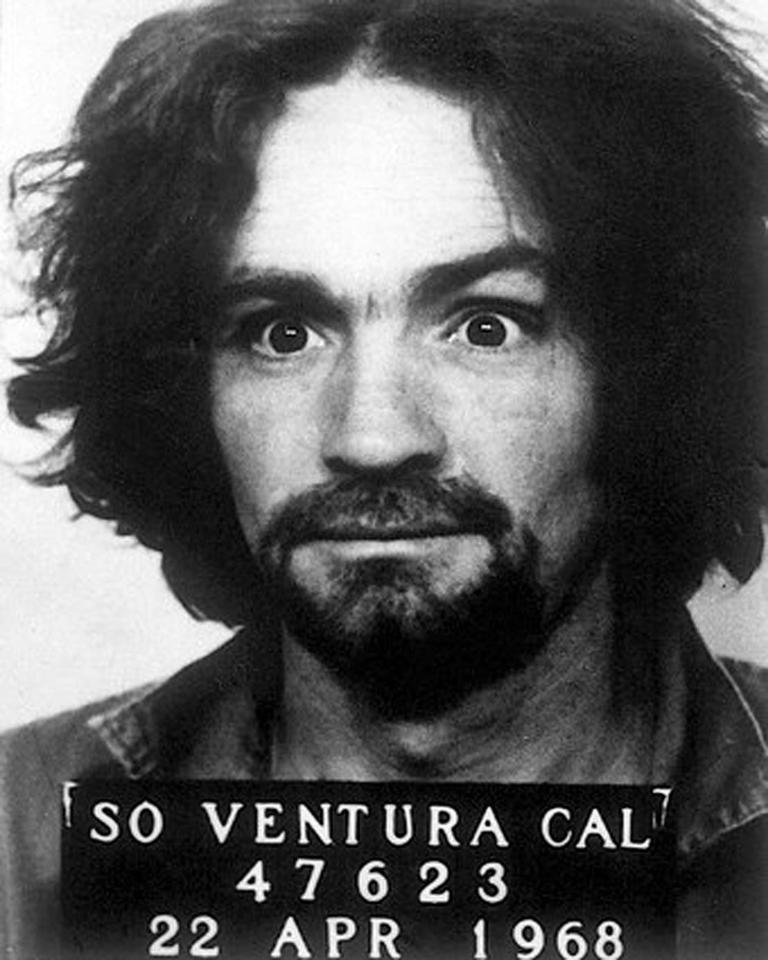
Manson en 1968

Hurkos a prétendu être un officier de police afin de rassembler des informations qu'il aurait utilisées par la suite pour affirmer avoir des révélations. Il fut reconnu coupable d'usurpation d'identité et condamné à une amende de 1 000 $. Par ailleurs, il a relaté des visions, totalement farfelues, relatives à Adolf Hitler, le serial killer John Norman Collins, Charles Manson, reconnu coupable, en 1971, du meurtre, très médiatisé, de l'actrice Sharon Tate, épouse du réalisateur Roman Polanski, alors enceinte de huit mois, et de quatre de ses amis. Il n'a pas commis lui-même les crimes, mais en est reconnu comme le commanditaire, Susan Atkins. En fait, dans cette affaire  Hurkos s'était rendu à leur résidence de Sharon Tate pour y faire des révélations, mais ses suppositions, y compris la description de la façon dont les « meurtres ont éclaté au cours d'un rituel de magie noire connu sous le nom de " goona goona " (en) », étaient inexactes. 
Le magicien Milbourne Christopher a documenté dans son livre Mediums, Mystics and the Occult les erreurs commises par Hurkos. Les auteurs Arthur Lyons et Marcello Truzzi Ph.D., également fondateur de l'Association internationale de télésurveillance, ont écrit que les cas Hurkos étaient une «pure foutaise» dans leur livre de 1991, The Blue Sense: Les détectives psychiques et le crime.

## Popularité
Malgré les démystifications, Hurkos est resté célèbre, eu plusieurs émissions spéciales lui furent consacrées avec succès à la télévision, notamment :
- Japon: Le plus grand médium du monde ... Peter Hurkos , une émission spéciale en deux parties de six heures sur TV-TOKYO et NET-TV, filmée dans le laboratoire du Dr Puharich à Dobson, en Caroline du Nord , où Hurkos a été spécifiquement testé pour cette émission. , et aussi sur place au Japon. Il se lie d'amitié avec le producteur de télévision pour enfants Nishino du studio Knack et devient l'inspirateur de Chargeman Ken (Hommage aux bandes sonores vol.1) .

- Pays-Bas: Peter Hurkos , une émission spéciale en quatre parties de neuf heures sur la chaîne de télévision TROS , met en lumière la tentative de Hurkos pour aider le millionnaire néerlandais Maup Caransa à retrouver ses anciens ravisseurs.

Il est apparu trois fois sur The Tonight Show avec Johnny Carson . 
L'émission télévisée Alcoa a présenté son histoire: "L'histoire de Peter Hurkos: les parties 1 et 2". Une histoire sur les supposés pouvoirs psychiques de Hurkos intitulée "L'homme à l'esprit de rayons X" apparaît dans le livre de Frank Edwards "Stranger Than Science" (Citadel).
- De nombreux périodiques ont relaté les exploits de Hurkos au cours de sa vie: Time , Newsweek , Omni , Life , True , Résumé du lecteur , Playboy , The National Enquirer , Ladies Home Journal.

- Hurkos lui-même a publié trois livres:
  - Psychic (Bobbs-Merrill),
  - Le monde psychique de Peter Hurkos (Doubleday)
  - Peter Hurkos: J'ai beaucoup de vies (Doubleday).

- Divers auteurs ont décrit et examiné divers détails de la vie de Hurkos et son prétendu ESP dans plus de 75 livres publiés.

- Il est également apparu dans plusieurs films en tant qu'acteur:
- The Amazing World of Psychic Phenomena (Sunn International),
- The Mysterious Monsters (David Wolper) et
- Now I Lay Me Down Sleep (Paramount).

George Voskovec a décrit Hurkos dans The Boston Strangler , l'adaptation cinématographique de 1968 du livre de Gerold Frank datant de 1966 et portant le même nom. Sa vie a peut-être aussi été à la base du roman de Stephen King , The Dead Zone .
- Lors de son décès le 1er juin 1988, Peter Hurkos  résidait  à Studio City, à Los Angeles. Il avait pourtant prédit que son décès interviendrait le 17 novembre 1961, au Cedars-Sinai Hospital à West Hollywood, en Californie.

## Sources
- Randi, James. An Encyclopedia of Claims, Frauds, and Hoaxes of the Occult and Supernatural. St. Martin's Press, 1995.
- Randi, James. Flim-Flam! Psychics, ESP, Unicorns, and other Delusions. Prometheus Books, 1982: p. 270–272.
- Ramsland, Katherine. "Chapter 6: Enter the Psychic." John Norman Collins: The Co-Ed Killer.
- Milbourne Christopher. Peter Hurkos — Psychic Sleuth in Mediums, Mystics and the Occult. Thomas Y. Crowell, 1975: p. 66–76.